# Серадела маленька
Серадела маленька (Ornithopus perpusillus) — вид квіткових рослин родини бобових (Fabaceae). Ареал: Північна Африка (пн. Алжир, Азорські острови, Канарські острови, Мадейра) Європа (Бельгія, Данія, Франція (у т. ч. Корсика), Німеччина, Велика Британія, Ірландія, Італія (у т. ч. Сардинія), Нідерланди, Польща, Португалія, Румунія, Іспанія, Швеція, Швейцарія); інтродукція й експансія в деякі інші країни Європи (зокрема України); інтродукція до Канади, США, Індії, Монголії, Австралії, Нової Зеландії.

## Екологія
Він росте як у природних, так і в середовищах існування, що знаходяться під впливом людини. У центрі свого поширення він росте переважно в природних місцях існування, таких як піщані луки або розріджені соснові ліси на піску та їх узліссях.

## Морфологічна характеристика
Однорічні, рідше багаторічні трави 5–30 см заввишки, з веретеноподібним корінням. Стебла лежачі, слабо запушені. Листки з 7–12 парами листочків, листочки яйцеподібні, від еліптичних до довгастих, тупі або із загостреним кінчиком, 3–5(6) мм завдовжки, 1–3 мм завширшки, рідко запушені. Оцвітина розріджена, 2–5(7)-квіткова. Чашечка дзвоникоподібна, 2–3 мм завдовжки, частки чашечки трикутні, загострені, коротші за трубку чашечки. Віночок 4–5 мм завдовжки, білий з червонувато-пурпуровими жилками. Цвіте з травня по липень. Стручки лінійного обрису, дещо зігнуті, 15–20 мм завдовжки, 1.5–1.8 мм завширшки, коротко запушені, від світло-коричневого до коричнево-сірого. Насіння ниркоподібне, приблизно 1.5 мм завдовжки, 0.7–1.0 мм завширшки, від жовтого до оливково-зеленого.